# Pseudostixis
Pseudostixis är ett släkte av skalbaggar. Pseudostixis ingår i familjen långhorningar.
Kladogram enligt Catalogue of Life:
| Pseudostixis | \| \| Pseudostixis basigranosa \| \| \| \| \| \| Pseudostixis basilewskyi \| \| \| \| \| \| Pseudostixis densepunctata \| \| \| \| \| \| Pseudostixis dentata \| \| \| \| \| \| Pseudostixis flavifrons \| \| \| \| \| \| Pseudostixis flavomarmoratus \| \| \| \| \| \| Pseudostixis griseostictica \| \| \| \| \| \| Pseudostixis integra \| \| \| \| \| \| Pseudostixis kivuensis \| \| \| \| \| \| Pseudostixis laevepunctata \| \| \| \| \| \| Pseudostixis laevicollis \| \| \| \| \| \| Pseudostixis marshalli \| \| \| \| \| \| Pseudostixis proxima \| \| \| \| \| \| Pseudostixis vicina \| \| \| \| |
|              | \| \| Pseudostixis basigranosa \| \| \| \| \| \| Pseudostixis basilewskyi \| \| \| \| \| \| Pseudostixis densepunctata \| \| \| \| \| \| Pseudostixis dentata \| \| \| \| \| \| Pseudostixis flavifrons \| \| \| \| \| \| Pseudostixis flavomarmoratus \| \| \| \| \| \| Pseudostixis griseostictica \| \| \| \| \| \| Pseudostixis integra \| \| \| \| \| \| Pseudostixis kivuensis \| \| \| \| \| \| Pseudostixis laevepunctata \| \| \| \| \| \| Pseudostixis laevicollis \| \| \| \| \| \| Pseudostixis marshalli \| \| \| \| \| \| Pseudostixis proxima \| \| \| \| \| \| Pseudostixis vicina \| \| \| \| |
|              | Pseudostixis basigranosa |
|              | |
|              | Pseudostixis basilewskyi |
|              | |
|              | Pseudostixis densepunctata |
|              | |
|              | Pseudostixis dentata |
|              | |
|              | Pseudostixis flavifrons |
|              | |
|              | Pseudostixis flavomarmoratus |
|              | |
|              | Pseudostixis griseostictica |
|              | |
|              | Pseudostixis integra |
|              | |
|              | Pseudostixis kivuensis |
|              | |
|              | Pseudostixis laevepunctata |
|              | |
|              | Pseudostixis laevicollis |
|              | |
|              | Pseudostixis marshalli |
|              | |
|              | Pseudostixis proxima |
|              | |
|              | Pseudostixis vicina |
|              | |